# 天野めぐみ
天野 めぐみ（あまの めぐみ、1983年9月3日 - ）は、日本の女性タレント。神奈川県出身、フリー。
学生時代の器械体操の経験を生かして自分でアクションなどをこなせる女優を目指しており、スクーバダイビングのライセンスも所持している。
アクロスエンタテインメントに所属する声優の天野めぐみとは、同姓同名の別人である。

## 出演

### テレビドラマ
- アイドル刑事S（2001年、TBS） 時空刑事ユリー役（ゲスト出演）
- 侵略ちょ～美少女ミリ（2003年、BSフジ）センチ役
- 時空警察ヴェッカーシグナ（2007年、TOKYO MX） 時空刑事ユリー役

### オリジナルビデオ
- 時空警察ヴェッカー（2001年、レイアップ）第1巻 時空刑事ユリー・加藤ゆりの二役

### 映画
- 17歳 君がいた夏 Last Letter（2001年、ゆうばり国際ファンタスティック映画祭）主演

### 舞台
- PROPAGANDA STAGE 道（2002年4月、アイピット目白）大竹純子役
- グラビアユニット・ふわふわふう主催 ONE DOZEN WIN（2004年）航海士カモミール役
- ルーズベルトの刺客（2008年）

### ラジオ
- 青春グラフティ「時のながれに」3代目アシスタント（2005年～2006神奈川イセハラFM・2005～静岡FM Ciao）

## 音楽

### シングル
- パラパラ殺人事件（2001年）
  - 芸能系ポータルサイト「moov」のイメージガールユニット「CoComina Girls 3（ココミナガールズ-3）」名義。
- めぐる時空の街角で（2014年）
  - OVA「時空警察ヴェッカー」主題歌／舞台「時空警察ヴェッカーχ 彷徨のエトランゼ」主題歌

### アルバム
- 侵略ちょ～美少女ミリ（2003年）
  - 天野を含むユニット「ジョシーズエンジェル」名義による同番組エンディングテーマ「Beautiful World」を収録。

## DVD
- 天（てん）のめぐみ（2005年、エイナ・エンタテインメント）天野のセルフ・プロデュース作品

## 写真集
- ココミナガールズ写真集 - 丸山未帆・NIKKI・天野めぐみ（2001年、エム・ウェーブ）
- CD-ROM写真集 c-style（2003年、HONEY PROMOTION）